# Anni d'America - La diplomazia 1953-1961
Anni d'America - La diplomazia 1953-1961 è un saggio di Egidio Ortona.

## Trama
- 1953. Presidente è divenuto, nel 1952, Dwight D. Eisenhower, per cui, dopo anni, l'amministrazione è dei repubblicani, con due principali caratterizzazioni che sono la crociata antisovietica e l'austerità nelle spese di bilancio. Lo slogan, infatti, è il perseguimento di un programma chiamato «grande equazione» che si compendiava nella proposizione di «cercare di mantenere la necessaria forza militare, potenziando al massimo la forza economica». Segretario di Stato è John Foster Dulles, ex avvocato della Banca Morgan e New York, che si era già distinto nell'amministrazione democratica nel corso della trattative per la pace con il Giappone. Ortona lo descrive come «uomo fisicamente poco gradevole, aveva un'apparenza burbera e quasi scostante e un sorriso che era quasi un ghigno». Per la politica italiana resta aperta l'ormai annosa questione di Trieste e il proseguimento dei piani di aiuto economico ora dipendenti dalla MSA, Mutual Security Administration, nuovo ente il cui capo è Harold Stassen. Con la nuova amministrazione cambia anche l'ambasciatore statunitense a Roma e viene nominata una donna, Claire Booth Luce, di religione cattolica e sposata con l'editore dei giornali TIME e Life. L'amministrazione statunitense, ma non solo, è pervasa dalla campagna anticomunista condotta dal senatore Joseph McCarthy, che giunge a distruggere centinaia di libri nelle biblioteche e negli uffici di informazione perché considerati di sinistra. La morte di Stalin, avvenuta il 5 marzo dell'anno, non accenna a placare la campagna maccartista che, tra l'altro, pretende che gli armatori stranieri ai quali vengono cedute le navi statunitensi a credito si impegnino a non utilizzarle nei traffici con i paesi comunisti, primo fra tutti la Cina. Da questo clima derivavano difficoltà di approvazione di aiuti a paesi, come, l'Italia, dove vi è una forte presenza di un partito comunista. Per Trieste erano all'esame tre alternative: a) mantenimento dello «status quo» nel «Territorio Libero», con le zone A e B, soluzione incerta e pericolosa; b) una soluzione definitiva sulla base di una proposta statunitense da sottoporre a Tito con carattere «ne varietur»; c) un «modus vivendi» provvisorio che presentava il pericolo di una effettiva spartizione con una delimitazione delle due zone. Le lezioni italiane, che si tengono l'8 giugno, vedono una notevole perdita della Democrazia Cristiana e un aumento delle sinistre e della destra. I quattro partiti di centro non poterono beneficiare del cambiamento della legge elettorale - la «legge truffa», come la definì Piero Calamandrei - che prevedeva un forte premio di maggioranza alla coalizione che avesse raggiunto il 50% dei voti, poiché arrivarono al 49,85% (57 000 voti in meno di quanto necessario). La speranza di far convergere sui socialdemocratici la parte moderata dell'elettorato di sinistra e sui liberali quella di destra fu frustrata. Alcide De Gasperi non ottiene la fiducia delle Camere e viene formato un governo di «transizione» affidato a Giuseppe Pella.
- 1954. Il programma off shore procurement, il maccartismo e Trieste sono i temi dominanti dell'anno nei rapporti tra Italia e Stati Uniti, mentre sul piano interno vi è da registrare la caduta del governo Pella, un fallito tentativo di coalizione governativa da parte di Amintore Fanfani e il successivo incarico a Mario Scelba, il quale riesce a formare un governo centrista nel quale Ezio Vanoni è nominato al Tesoro, Attilio Piccioni agli Esteri e Randolfo Pacciardi alla Difesa. Vittorio Valletta, presidente della FIAT, decide di recarsi negli USA nel mese di aprile avendo come scopo principale minimizzare le impressioni statunitensi sulla presenza comunista negli stabilimenti dell'industria italiana ed anche, in seconda istanza, per dare impulso alle commesse dell'off shore procurement per il montaggio dell'apparecchio F86K. Anche se nell'immediato la visita non ha particolari risultati nel maggio successivo il governo statunitense “approva” la Fiat per un primo contratto. In tutti questi rapporti gioca un ruolo chiave Mrs. Luce attraverso la quale deve passare l'approvazione per ogni aiuto e commessa proveniente dal governo statunitense e l'ambasciatrice è molto suscettibile per quanto concerne il fattore comunista. L'anno segna anche il declino se non proprio del maccartismo certamente del suo autore, il senatore McCarthy, che esagerò in un interrogatorio ad un generale del Pentagono, accusato di aver concesso il congedo con onore ad un ufficiale dentista dell'esercito, accusato di attività comunista. Dopo poco McCarthy fu accusato di indebite pressioni per ottenere la nomina di un suo collaboratore a ufficiale e questo lo portò, nel mese di dicembre, ad una condanna del Senato per comportamento “non degno di un membro del Senato” e ciò pose fine alla sua carriera politica. Nel primo semestre dell'anno si erano acutizzati i problemi relativi alla sistemazione dell'area indocinese che vedeva coinvolta la Francia. Il 7 maggio cade Dien Bien Phu (o Vien Bien Phu), mentre il 25 aprile aveva avuto inizio a Ginevra una conferenza per la sistemazione dell'area che si concluderà il 20 luglio con un modus vivendi con i comunisti che vedeva la spartizione del Vietnam in due territori con il nord controllato dai comunisti (soluzione che ripercorre quella coreana). L'esito della conferenza di Ginevra porta alla caduta del governo Joseph Laniel in Francia e la presidenza viene assunta da Mèndes France e questo mutamento ha dirette conseguenze sulla mancata realizzazione della Comunità europea di difesa (CED) sia per le opposizioni di sinistra, che vedono nell'unione difensiva europea un possibile indebolimento di Mosca nello scacchiere occidentale, sia di destra, dove la parte gollista non vede favorevolmente una rinascita delle forze armate tedesche sul territorio europeo non adeguatamente controbilanciate da quelle statunitensi. La questione di Trieste veniva trattata da statunitensi, inglesi e iugoslavi in incontri a Londra e il timore italiano era che si giungesse alla presentazione di un piano non concordato. Quanto uscito dagli incontri londinesi viene da respinto dall'Italia in giugno e la questione resta aperta, mentre si va affossando il progetto del CED, circostanza che viene indirettamente in aiuto dell'Italia. Lo stallo della situazione induce il governo statunitense ad affidare al sottosegretario di Stato, Robert Daniel Murphy, l'incarico di ammorbidire la posizione di Tito. L'incarico a Murphy, personaggio di grande capacità di mediazione, è una fortuna per l'Italia. Il 19 settembre il ministro italiano a Belgrado comunicava che l'ambasciatore statunitense in quella capitale gli aveva lasciato intendere che Murphy era giunto ad un buon compromesso nelle sue trattative con Tito. Il 20 settembre lo stesso Murphy era a Roma con due proposte, una delle quali pochi giorni dopo fu accettata dal governo italiano. Il giorno dopo si perfezionavano gli accordi a Londra e Scelba, nello stesso giorno, li presentava al Senato per l'approvazione (122 voti contro 99) e qualche giorno dopo alla Camera (295 voti favorevoli,265 contrari e 7 astenuti). Piccioni deve lasciare il dicastero per il caso Montesi e prende il suo posto Gaetano Martino. Si conclude così la decennale e spinosa questione di Trieste.
- 1955. All'inizio dell'anno nuovo ambasciatore a Washington è nominato Manlio Brosio e, nel mese di gennaio, giungono anche negli Stati Uniti Enrico Mattei e Vittorio Valletta. Si prepara il viaggio di Scelba soprattutto per quello che riguarda i risvolti economici degli aiuti e i relativi rapporti con tutti gli enti preposti a tale funzione. Il Presidente del Consiglio italiano arriva a Montréal il 25 marzo con al seguito il ministro degli Esteri Martino. La conclusione del viaggio segna finanziamenti per 200 milioni di dollari a favore dell'Italia, oltre ai prestiti con la Import Export Bank e con l'International Bank. Grazie anche all'appoggio dei socialisti di Pietro Nenni, sale alla Presidenza della Repubblica, dopo il rifiuto di Luigi Einaudi a ripresentarsi, Giovanni Gronchi, appartenente alla sinistra democristiana e questo viene interpretato dalla stampa statunitense come una vittoria della sinistra. A maggio, ritorna in USA Enrico Mattei per definire alcune trattative con una casa di progettazione industriale per la creazione di un complesso petrolchimico in Italia. Mattei concorda con la linea politica di Gronchi, Fanfani e Vanoni, alla cui corrente della DC egli appartiene, e si lamenta delle interferenze statunitensi nella linea politica italiana con specifico riferimento alla richiesta di Mrs. Luce di essere «compensata» della nomina di Gronchi con concessioni in campo petrolifero. La nomina di Gronchi determina, come da prassi, la presentazione delle dimissioni da parte del governo Scelba che vengono accettate e l'incarico viene conferito ad Antonio Segni. Le modalità della crisi e la sua risoluzione riescono, in qualche modo, a tranquillizzare l'opinione pubblica statunitense. A luglio l'attività diplomatica ha il suo centro in Europa dove a Ginevra il 18 si apre una conferenza tra i capi di Stato e di governo delle quattro maggiori potenze. Vi partecipano il presidente Eisenhower, Anthony Eden per la Gran Bretagna, Edgard Fauré per la Francia e Nikolaj Bulganin per l'URSS. Tra i temi della conferenza la riunificazione della Germania, sulla quale i sovietici non vollero iniziare alcuna discussione, la sicurezza e la limitazione degli armamenti. A quest'ultimo proposito i russi lanciarono un «piano di sicurezza» articolato in due tempi: la prima fase avrebbe compreso lo scioglimento delle organizzazioni esistente nel due parti (NATO, UEO e Patto di Varsavia), la seconda vedeva la creazione, diluita negli anni, di un sistema di sicurezza agganciato alla Nazioni Unite. La pericolosità di questo progetto era evidente e determina la pronta reazione da parte di Eisenhower che propose ai sovietici di iniziare un immediato scambio di informazioni militari sulla base di reciproche comunicazioni sulla consistenza degli effettivi militari e delle basi, accompagnata dall'invio di commissioni di controllo e di riproduzioni fotografiche aeree. Ovviamente il tutto si conclude con un nulla di fatto. Altra questione ancora aperta era l'ingresso dell'Italia all'ONU, al quale continuava a porre il veto l'Unione Sovietica che lo condizionava all'accesso di alcuni paesi suoi satelliti. Sull'ammissione vi è una posizione degli USA estremamente favorevole all'Italia come, peraltro, della Francia e dell'Inghilterra. Fortunatamente anche il Canada si muoveva per l'ammissione di altri 18 membri e questo, in un certo modo, favorì anche la posizione italiana dopo che l'URSS rinunciò definitivamente all'opzione della Mongolia Esterna. Il 14 dicembre venivamo finalmente ammessi all'ONU. Emerge anche la questione medio orientale che offre all'Italia l'opportunità di entrare per la prima volta in un board del quale fanno parte le maggiori potenze. Si tratta del NEACC (Near East Armaments Consultive Commission) di cui fanno parte a livello di ambasciatori la Francia, l'Inghilterra e l'Italia e il sottosegretario di stato statunitense. Compito di questa commissione, la cui attività era di fatto segreta, era esaminare la questione medio orientale con specifico riferimento alle forniture di armi ai paesi di quell'area che stava diventando turbolenta a causa del nascere di movimenti nazionalisti, soprattutto dopo l'avvento di Nasser al potere in Egitto. L'anno si chiudeva con la prospettiva di un viaggio del presidente Gronchi negli USA e l'inizio della sua preparazione.
- 1956. L'evento di maggiore rilievo dei primi mesi fu la visita del Presidente della Repubblica Giovanni Gronchi, i cui preparativi furono complessi e destarono non poche preoccupazioni sia da parte della rappresentanza diplomatica italiana sia da parte statunitense. Il presidente italiano arriva il 27 febbraio e la visita avrà sviluppi migliori di quelli prospettati inizialmente. Eisenhower, infatti, ha ben quattro colloqui con Gronchi, ben due in più di quelli previsti, e in suo onore, facendo uno strappo alla regola imposta dopo il suo infarto di non dare colazioni con più di sei, otto persone, ne organizza una con una quarantina di invitati particolarmente scelti. Gli effetti positivi della visita di Gronchi si constatarono in relazione al mutato atteggiamento di apparente considerazione sulle istanze italiane relative all'art. 2 della NATO che per l'Italia rivestiva interesse ancora una volta in relazione agli aiuti statunitensi. Il XX Congresso del Partito Comunista russo, del cui svolgimento si ebbe piena conoscenza nei paesi occidentali a giugno, segnò la denuncia di Nikita Sergeevič Chruščёv dei crimini commessi da Stalin e del culto della personalità che per anni egli aveva alimentato. Questa presa di posizione, assolutamente inaspettata, consolidò la posizione di Chruščëv che poté seguire in politica estera una via apparentemente distensiva, ma di fatto mirante ad anestetizzare gli europei mentre venivano represse le richieste di libertà in Ungheria e in Polonia. Chruščëv, inoltre, si avvicinò a Nasser, il quale, dopo la stipulazione del Patto di Baghdad (che aveva unito sotto l'egida statunitense Iraq, Iran, Turchia e Pakistan) vedeva favorevolmente uno sviluppo dei rapporti con l'Unione Sovietica. In quell'epoca si andava anche prospettando la costruzione della diga di Assuan, il cui costo previsto di un miliardo di dollari non era sostenibile dal governo egiziano, che avrebbe permesso all'Egitto di aumentare di un terzo la superficie coltivabile. Il problema del finanziamento della diga sarà fatale nei rapporti tra gli Stati Uniti e Nasser. Nella notte tra mercoledì 25 luglio e giovedì 26 avvenne la collisione della nave italiana Andrea Doria con il mercantile svedese Stockholm, al largo dell'isola di Nantucket. Nonostante l'affondamento della nave italiana il numero delle vittime fu limitato sostanzialmente a quelle che perirono direttamente a causa della collisione e il comportamento dell'equipaggio e del comandante Piero Calamai fu esemplare. Il 26 luglio si apriva una grave crisi internazionale con l'annuncio della nazionalizzazione della Compagnia del canale di Suez da parte del governo egiziano. La decisione traeva origine dal rifiuto da parte statunitense di finanziare la diga di Assuan dopo che erano state fatte ampie rassicurazioni. Il segretario di Stato Dulles, il 19 luglio, aveva infatti annunciato di ritirare l'offerta statunitense di aiuti finanziari necessari per la costruzione della diga, dichiarazione che veniva fatta in modo del tutto inaspettato e creava, con la reazione di Nasser, una delicatissima situazione internazionale che coinvolgeva in primo luogo i firmatari della Convenzione del 1888 con cui si creava la Compagnia del Canale, primi fra tutti Francia e Gran Bretagna, ma anche i paesi che di questo usufruivano e gli Stati Uniti. La posizione statunitense si articolava in due punti così riassumibili: dal punto di vista giuridico si ammetteva il diritto per uno stato sovrano di nazionalizzare beni situati sul suo territorio, purché gli interessi dei privati e i diritti acquisiti venissero salvaguardati; sul piano del diritto internazionale doveva essere salvaguardato il principio della libertà di transito, ma le eventuali reazioni all'iniziativa di Nasser dovevano tener conto di evitare qualsiasi connessione tra la nazionalizzazione del canale e il conflitto arabo israeliano allora in corso. Viene deciso di discutere la questione in una conferenza da tenersi a Londra con gli azionisti della Compagnia e i principali paesi interessati, conferenza alla quale il governo egiziano declina l'invito essendo l'iniziativa partita senza che ne fosse avvertito da parte delle potenze promotrici e cioè Stati Uniti, Francia e Gran Bretagna. I lavori si chiudono con un nulla di fatto, il 23 agosto, dopo una settimana di intense discussioni alla ricerca di una posizione accettabile da parte di Nasser. Il problema di Suez andrà acuendosi sempre di più e il 29 ottobre Israele invadeva l'Egitto varcando la linea dell'armistizio. La questione si trascinerà fino al 1958 con momenti di grave tensione. In questa situazione si inseriva anche la crisi di Ungheria dove i sovietici avevano represso con la forza le richieste di una maggiore libertà e a questo proposito veniva convocato d'urgenza il Consiglio di Sicurezza dell'ONU al quale aveva anche fatto appello Imre Nagy, capo del governo di Budapest. Alla fine di novembre in Ungheria si contavano 2.800 morti, 13.000 feriti e 4.000 case distrutte. Ai primi di novembre, inoltre, inglesi e francesi intervengono con la forza in Egitto. I sovietici preannunciano l'invio di «volontari» nell'area medio orientale, annuncio al quale gli Stati Uniti rispondono con pressioni su Dag Hammarskjöld, segretario generale dell'ONU, perché effettui una visita nella capitale sovietica. Le pressioni degli statunitensi sui francesi e gli inglesi alla fine danno positivi risultati e il 22 dicembre iniziava l'evacuazione delle truppe, anche gli israeliani cedettero le loro posizioni che furono occupate da una Forza di Emergenza delle Nazioni Unite (UNEF). A fine anno, con l'inizio del secondo mandato di Eisenhower, si preannuncia il cambio all'ambasciata statunitense a Roma, Mrs. Luce lascia il posto a James David Zellerbach, che conosceva l'Italia per essere stato a capo della Economic Administration Special Commission to Italy (ECA) tra il '48 e il '50.
- 1957. L'anno, ancora travagliato dalla questione di Suez, si apre con l'enunciazione di quella che venne chiamata la «dottrina Eisenhower» mirata ad impedire una penetrazione sovietica nell'area medio orientale e che prevedeva, oltre ad aiuti economici per i paesi dell'area, anche un eventuale uso di forze militari per l'assistenza. Questa enunciazione del Presidente si tradusse in una mozione del Governo (House Joint Resolution 117) che fu approvata il 9 marzo. Le vicende egiziane, inoltre, portarono alle dimissioni di Eden, il 9 gennaio. Uno dei nodi fondamentali era il ritiro delle truppe israeliane dalla striscia di Gaza e dalle posizioni acquisite nel Golfo di Aqaba e il rifiuto da parte israeliana a procedere in tal senso costituiva grave imbarazzo per gli Stati Uniti. La situazione fu sbloccata anche grazie ad un intervento fatto da John Cabot Lodge, rappresentante statunitense all'ONU, che ottenne l'approvazione di una mozione che dava istruzioni al Segretario generale di schierare l'UNEF sulla linea di demarcazione stabilita nel 1949 per mantenere la pace nella zona. La pressione esercitata, anche personalmente da Eisenhower su David Ben Gurion, condusse il governo israeliano all'accettazione del ritiro delle truppe che fu annunciato da Golda Meir, ministro degli esteri, il 1º marzo. Alla fine di aprile il governo egiziano inviava una dichiarazione al segretario dell'ONU, Hammerskjold, nella quale, pur rifiutando di trattare i pedaggi, si affermava che il 25% degli introiti sarebbe stato accantonato per lo sviluppo del canale, che le controversie sul compenso dei precedenti proprietari sarebbero state sistemate per arbitrato e che l'Egitto intendeva rispettare le disposizioni della Convenzione del 1888. Il rappresentante statunitense all'ONU, in una riunione del Consiglio di Sicurezza, dichiarava che il suo governo accettava a titolo di prova la posizione egiziana. A maggio si verifica l'ennesima crisi politica in Italia a seguito del ritiro dal governo prima dei repubblicani e poi dei socialdemocratici per le divergenze di vedute sui patti agrari, le riforme costituzionali e il ruolo delle industrie statali nel Mezzogiorno. La crisi viene risolta con un governo monocolore, dichiaratamente interlocutorio, affidato ad Adone Zoli. Come gradevole intermezzo dell'anno vi è la visita di Sofia Loren, negli Stati Uniti per girare alcune scene di House Boat con Cary Grant. L'attrice italiana viene ricevuta dal vicepresidente Nixon con il quale si intrattenne a colloquio per oltre un'ora. In suo onore venne anche dato un ricevimento all'ambasciata italiana con oltre 400 invitati e Ortona sottolinea la capacità misurata e affabile della Loren di comportarsi in ogni occasione ed anche la sua buona conoscenza della lingua inglese. Il clima internazionale, sempre ad agosto, viene scosso dall'annuncio da parte sovietica dell'esperimento del lancio di un missile balistico intercontinentale. Questo annuncio viene accompagnato da un violento discorso contro le ispezioni aeree statunitensi del delegato sovietico alla sottocommissione per il disarmo a Londra. Era chiaro l'intendimento propagandistico sovietico alla vigilia dell'assemblea generale dell'ONU, ma il tutto determina forte reazioni del Congresso contro la diminuzione delle spese militari e il rallentamento degli studi missilistici. Gli statunitensi tendono a sdrammatizzare l'episodio e nutrono seri dubbi che l'arma sovietica possa essere realmente operativa entro poco tempo. Questo atteggiamento è anche determinato dalla presenza e dalle possibilità operative della Strategic Air Command, l'unità da cui dipendevano i bombardieri pesanti che trasportavano bombe atomiche, che erano dislocati anche in Europa. Con il governo Zoli il portafoglio del ministero degli Esteri era stato affidato a Pella che si recò in USA a metà settembre in occasione dell'assemblea generale dell'ONU. L'autunno vede in primo piano la preparazione del Consiglio Ministeriale NATO che si sarebbe tenuto a dicembre. Il clima statunitense era particolarmente teso anche per la pubblicazione di un rapporto da parte di un comitato di privati cittadini, diretto dal presidente della Ford Foundation, Rowan Gaither, nel quale si diceva che: il reddito nazionale sovietico aumentava più rapidamente di quello statunitense; l'Unione Sovietica già spendeva per le proprie forze armate e per l'industria pesante una somma pressappoco uguale a quella degli Stati Uniti; l'Unione Sovietica disponeva di materiale fissile per almeno 1500 bombe nucleari, 4500 bombardieri e 250/300 sottomarini a grande autonomia; non era da escludere che alla fine del 1959 sarebbe stata in grado di lanciare contro gli Stati Uniti 100 missili balistici intercontinentali con testate nucleari nell'ordine di un megatone; se tale ipotesi si fosse verificata la popolazione statunitense sarebbe stata indifesa. In questo clima i risultati del Consiglio NATO dovevano necessariamente portare ad un rafforzamento dell'alleanza sia sul piano militare sia su quello economico. In altri termini si vanno creando tutti i presupposti che costituiranno temi di discussione negli anni successivi. La riunione NATO a dicembre si conclude con l'accettazione da parte dei paesi europei dell'installazione di basi statunitensi di «rampe per l'uso di missili di media gittata», cioè si accettava il principio che l'offensiva potesse partire dal territorio europeo. Nella dichiarazione finale si enunciava anche la disponibilità dell'Alleanza Atlantica a non opporsi a nuovi negoziati per il disarmo. Ortona ha anche occasione di incontrare lo scrittore Ezra Pound che lo sollecita a questo incontro attraverso la segretaria del diplomatico italiano, Aida Mastrangelo, che aveva ambizioni letterarie (aveva tradotto in inglese «Gli indifferenti» di Moravia). Pound si trovava rinchiuso in un manicomio, soluzione che era stata trovata per sottrarlo al carcere per una condanna di alto tradimento a causa delle sue trasmissioni alla radio italiana durante la guerra. Il poeta aveva scritto una lettera alla Mastrangelo, il 1º dicembre nella quale si riferisce a lui indicandolo semplicemente con una O e spiegando che non si rivolgeva direttamente a lui per non creargli imbarazzo. Nonostante la possibilità che tale visita creasse qualche problema, Ortona si reca da Pound. Fortunatamente il colloquio coincide con quello che l'ambasciatore Manlio Brosio ebbe con l'Attorney General, corrispondente al ministro di Grazia e Giustizia, sullo stesso argomento e l'atto di clemenza liberò Pound.
- 1958. Sul finire dell'anno precedente la politica internazionale dovette prendere atto di una nuova offensiva diplomatica dell'Unione Sovietica, allorché Bulganin inviò ben tre lettere a tutti i paesi europei e agli statunitensi sul tema del disarmo e degli assetti internazionali. L'atteggiamento sovietico aveva indotto gli statunitensi a dover prendere in considerazione un approfondimento dei rapporti tra est e ovest e questi temi, centrali nei primi mesi dell'anno, impegnarono la diplomazia italiana per assicurare la presenza italiana negli incontri internazionali che andavano profilandosi. La situazione ha per l'Italia fasi alterne, ma di fatto si risolse con un preliminare colloquio a tre (Francia, Inghilterra, Stati Uniti) con l'URSS, pur con una precisazione nel comunicato finale che sottolineava che tale potenze non si ritenessero gli unici interlocutori per i negoziati. Nel settore delle commesse per le industrie italiane vi fu da registrare il successo ottenuto dalla Fiat con il progetto dell'aereo tattico G91, ideato da Giuseppe Gabrielli, che superò brillantemente tutte le prove e fu acquistato da praticamente tutti i paesi della NATO (solo la Germania ne acquistò 350). Il 24 maggio si svolgono in Italia le elezioni politiche che registrano un buon successo della Democrazia Cristiana e dei socialisti di Nenni. L'incarico di formare il nuovo governo venne affidato a Fanfani che creò una coalizione con i socialdemocratici. Nel corso di una sua visita in Italia, Ortona si reca anche da Enrico Mattei il quale si dichiara disponibile ad una eventuale collaborazione di carattere «triangolare» con gli statunitensi, visto che ormai erano venute a mancare le ragioni di particolare resistenza da parte di questi ultimi essendo la formula 50/50% adottata anche da alcune compagnie petrolifere statunitensi. L'anno registra anche la nascita del Festival dei Due Mondi di Spoleto al quale Ortona contribuisce con le sue conoscenze e con l'apporto dei vari sponsor statunitensi. Gian Carlo Menotti, suo ideatore, che viveva da anni negli USA aveva l'obiettivo di far conoscere la cultura musicale statunitense nel vecchio continente e per fare questo necessitava di sponsor che solo negli Stati Uniti poteva trovare. L'idea piacque e furono reperiti in diversi modi i fondi necessari che consentirono il 5 giugno dell'anno l'apertura della prima edizione del Festival. Il 15 luglio gli statunitensi, a seguito di una aperta crisi che aveva messo in pericolo il governo filo occidentale di Camille Chamoun, sbarcarono in Libano, anche facendo appello alla «dottrina Eisenhower», perché formalmente richiesti da un governo legittimamente in carica. Gli sviluppi in Medio Oriente posero la necessità di una più chiara e dichiarata politica statunitense in quell'area e furono oggetto di un importante discorso tenuto dal presidente Eisenhower, il 13 agosto, in occasione dell'Assemblea delle Nazioni Unite. In sostanza la posizione statunitense poteva così riassumersi: a) il governo statunitense aveva la chiara sensazione che in Libano e Giordania si era manifestata un'azione sovietica alimentata dall'esterno; b) il presidente e il segretario erano convinti che se si fosse lasciata impunita qualsiasi azione di aggressione indiretta si sarebbe andati verso una guerra totale; c) era necessario agire per controbattere tale azione; d) con questo scopo era stato preparato un eventuale incontro con i sovietici sul tema delle aggressioni indirette, per trasmettere un messaggio ammonitore; e) sull'opportunità di svolgere azioni preventive era necessario coinvolgere anche l'ONU; f) per i piani di maggiore respiro o che proponessero programmi economici multilaterali, pur meritevoli di studio, bisognava tener conto della turbolenza e della fluidità della situazione. Il discorso del presidente rappresentò un nuovo approccio della politica statunitense nei confronti del nazionalismo arabo. Esso riconosceva la presenza di una infiltrazione sovietica nel mondo arabo con armi, commerci e sostegni diplomatici e a questo gli Stati Uniti sentivano il dovere di contrapporre un programma di assistenza economica al fine di far emergere stati indipendenti e sulla via della modernizzazione. Veniva anche costituita allo scopo una «Development Authority» per erogare aiuti economici. In sostanza venivano accolti anche alcuni suggerimenti fatti da Fanfani a Eisenhower, cosa che fu detta dallo stesso Dulles a Piccioni, capo delegazione all'assemblea dell'ONU, che disse che nella prima stesura del discorso era stata addirittura inserita una precisa citazione in merito. Ad agosto iniziava anche un'offensiva della Cina comunista contro gli isolotti di Quemoy e Matsu, tenuti dai nazionalisti di Formosa. La situazione era di grande delicatezza sia per la posizione dell'URSS, che sembrava spingere la Cina ad una prova di forza, sia per l'irrigidimento di Chiang Kai-shek che aveva rafforzato militarmente le due isole e dichiarato che l'intenzione di attaccarle corrispondeva ad attaccare Formosa. Era quindi necessario per gli Stati Uniti formulare un piano che contemplasse anche un deciso intervento armato. Viene dato ordine alla VI Flotta di scortare le navi che da Formosa portavano rifornimenti alle due isole e ai primi di ottobre i cinesi annunciarono che avrebbero interrotto per una settimana i bombardamenti di artiglieria contro i convogli di rifornimenti se gli statunitensi avessero rinunciato a scortarli. All'irrigidirsi delle posizioni statunitensi, gli stessi cinesi annunciarono che avrebbero sparato contro i convogli solo nei giorni dispari e questo, di fatto, risolse la crisi. Alla fine dell'anno Ortona viene nominato rappresentante permanente italiano alle Nazioni Unite.
- 1959. A chi gli chiedeva notizie sul lavoro all'ONU, Ortona rispondeva che l'attività all'ONU si poteva compendiare in tre parti: a) si svolge un gran lavoro per eleggerci a vicenda nelle varie commissioni; b) ci si preoccupa di portare all'indipendenza popoli che non appena l'avranno raggiunta si rivolteranno contro di noi; c) si aspettano ansiosamente crisi che giustifichino la presenza italiana e diano contenuto all'attività italiana, ma non appena una crisi si profila si fa di tutto perché essa non emerga in superficie. In effetti, a giudicare dai temi di quei primi mesi e alla loro «non soluzione» si può dare un certo affidamento a questa visione, anche se trovò, in seguito, dei correttivi. Tra i problemi non risolti certamente quello di Berlino. Alla fine dell'anno precedente, Chruščëv aveva inviato una nota ai paesi occidentali in cui chiedeva che si esaminasse una rapida soluzione del problema di Berlino, con riferimento anche al controllo esercitato dagli alleati sulle vie di accesso alla città, e nella stessa aveva annunciato che allo scadere dei sei mesi avrebbe firmato un trattato di pace con il governo della Germania Est cedendo ad esso i diritti sulla città e sulle sue vie di accesso. Poiché i governi occidentali non avevano riconosciuto tale governo si sarebbero trovati nella situazione di negoziare con questo e implicitamente procedere al suo riconoscimento. Altra questione non risolta era quella dell'Ungheria per la quale, dopo ben nove mozioni, non si fece assolutamente nulla. L'Italia era interessata più direttamente al problema della Somalia, ancora sotto il protettorato italiano, per la quale erano in discussione sia i confini sia l'indipendenza, minacciata dalle mire della confinante Etiopia che tendeva all'unione dei territori. I somali, inoltre, richiedevano una «presenza» delle Nazioni Unite nel paese proprio in funzione della minaccia etiopica. La questione fu risolta a fine anno con un'anticipazione di sei mesi della data dell'indipendenza al 1º luglio del 1960. A fine agosto ritorna di attualità l'estremo oriente con il problema del Laos, stato cuscinetto tra la Thailandia e il Vietnam del Nord. Di fatto il Laos, dopo la conferenza di Parigi del 1954, si era trovato diviso in due parti, l'una con a capo il principe Souvanna Phouma, rivolta verso occidente, l'altra, filo comunista nell'area del Pathet Lao, con a capo il fratellastro Souphanon Vong. I tentativi di conciliazione tra le due parti si concretizzarono nel 1957 con gli accordi di Vientiane, ma nel frattempo vi erano stati notevoli progressi da parte del partito comunista dissidente del Pathet Lao e questo aveva indotto gli statunitensi a spingere per un allontanamento di Souvanna Phouma e a facilitare la creazione di un governo filo occidentale sotto Phoni Sananakone. Gli accordi di Ginevra avevano anche previsto la loro esecuzione sotto l'egida di commissioni internazionali di controllo composte da tre nazioni (India, Canada e Polonia) e funzionanti nei quattro stati indocinesi (i due Vietnam, la Cambogia e il Laos). Quella funzionante nel Laos l'11 febbraio del '59 aveva aggiornato «sine die» la sua attività in opposizione a quanto desideravano il Pathet Lao e il governo di Hanoi che tendevano ad estendere la loro influenza nel Laos occidentale. A marzo Hammerskjold aveva visitato la capitale del Laos, dove il governo regio si era appellato a lui per ottenere i suoi buoni uffici e per l'invio di un suo rappresentante. Il 4 settembre il ministero degli esteri del Laos comunicava che dal 16 luglio «truppe straniere» avevano ingaggiato combattimenti contro le guarnigioni lungo le frontiere nord-est del Laos. La lettera, che scendeva i particolari sugli scontri, denunciava il governo di Hanoi come responsabile e richiedeva l'invio con urgenza di una forza dell'ONU, ma non conteneva formale richiesta di un intervento diretto del Consiglio di Sicurezza o dell'Assemblea Generale. Tale configurazione della lettera poneva al Segretario Generale tre possibilità di intervento: a) chiedere da parte sua la convocazione del Consiglio in base all'art. 99 dello Statuto dell'ONU (il Segretario Generale può richiamare l'attenzione del Consiglio di Sicurezza su qualsiasi questione possa minacciare il mantenimento della pace e della sicurezza internazionale); b) invitare il governo laotiano a meglio precisare la sua richiesta nel contesto delle disposizioni statutarie dell'Organizzazione; c) limitarsi a informare della comunicazione laotiana il presidente e i membri del Consiglio di Sicurezza, lasciando a loro la scelta di un'eventuale convocazione del Consiglio. Hammerskjold scelse quest'ultima opzione. Dopo varie indecisione, da parte dello stesso Hammerskjold, si decide per la convocazione del Consiglio di Sicurezza, convocazione che deve essere fatta da Ortona che lo presiedeva nel periodo. Il problema che si poneva, peraltro non nuovo data la formulazione dello statuto del Consiglio, era quello del veto sovietico. Viene adottato un piano studiato messo a punto dal rappresentante statunitense, Lodge, che prevedeva la creazione di una sottocommissione, non sottoposta a veto in base all'art. 29 dello statuto del Consiglio, con carattere meramente procedurale. Il risultato della riunione fu un personale successo di Ortona che riuscì a condurla in porto con l'approvazione della sottocommissione che presentò il suo rapporto al Consiglio di Sicurezza, il 5 novembre successivo, nel quale si evidenziava che era in corso una forma di «aggressione indiretta» perpetrata con assistenza esterna in favore di gruppi operanti all'interno. Anche se le aggressioni subirono un forte rallentamento dopo il rapporto della sottocommissione è certo che quelli erano da annoverarsi tra i prodromi della guerra del Vietnam. Tra gli effetti collaterali di questa crisi va annotata la crescente avversione russa nei confronti di Hammerskjold, soprattutto dopo un suo viaggio nel Laos, che sfociò, in seguito, in violente polemiche e attacchi anche di carattere personale. Già nella XIV Assemblea Generale, apertasi in settembre, cominciò ad emergere il problema dei rapporti tra Italia e Austria in relazione all'Alto Adige, anche se solo nell'Assemblea dell'anno successivo si svolgerà il dibattito formale in merito. Il ministro degli esteri austriaco Bruno Kreisky lo inserisce in modo inopportuno e inaccettabile per l'Italia nel suo discorso al dibattito generale e questo provoca la reazione italiana che declina l'invito a pranzo fatto al ministro Pella e alla delegazione italiana. Il discorso di Kreisky viene comunque accolto con freddezza dall'Assemblea, come sottolineato dallo stesso rappresentante austriaco Franz Matscher che tende a minimizzarne la portata e smussarne le parti più dure per un riavvicinamento all'Italia. Il problema sarà centrale l'anno successivo.
- 1960. I problemi dei paesi in via di sviluppo, che allora costituivano motivo di interesse anche in relazione ai rapporti tra i due blocchi contrapposti, sono oggetto di una conferenza indetta dall'Organizzazione per la Cooperazione Economica Europea (OECE) e sollecitata dagli Stati Uniti, che si apre ai primi di marzo. Il gruppo di lavoro specificatamente preposto allo studio di tali problemi prende il nome di «Devolopement Assistance Group» (DAG) e la sua presidenza, dietro indicazione statunitense, viene assunta da Ortona. Perplessità erano state formulate per la composizione di questo gruppo di lavoro sia perché da esso erano assenti i paesi eventualmente beneficiari sia per la mancanza di un rappresentante dell'ONU. I lavori, che si tengono ai primi di marzo, fanno emergere due differenti visioni di impostazione nell'approccio agli aiuti: l'una di carattere bilaterale, l'altra di tipo multilaterale. Sostanzialmente il frutto del comitato si risolve in un comunicato che si barcamenava tra queste due visioni e l'unico frutto concreto fu la trasformazione del DAG in DAC (Developement Assistance Committee) che iniziò ad operare come branca permanente dell'OECE. Oltre al secondo esperimento nucleare francese nel Sahara (febbraio), il fatto di maggiore rilevanza di quei primi mesi fu lo scoppio di incidente razionali in Sudafrica dove, il 22 marzo, la polizia aveva sparato su una dimostrazione di negri uccidendone una settantina, il che non poteva non provocare una forte reazione da parte degli africani presenti alle Nazioni Unite. Il dibattito al Consiglio di Sicurezza, presieduto in quel periodo da Ortona, si aprì il 30 marzo affrontando il problema della stessa competenza del Consiglio a discutere il problema in base all'art. 2 par. 7, relativo agli affari interni di un paese. Questo risvolto aveva particolare importanza per gli italiani in vista del dibattito per la questione alto atesina che si prevedeva di dover discutere alla successiva Assemblea. In Consiglio il dibattito sul caso si concluse con l'adozione di una mozione, votata anche dall'Italia e con l'astensione unicamente della Francia e della Gran Bretagna, dove fu trovata la formula di compromesso di «deplorazione» dei fatti al posto di «condanna». A maggio il Consiglio di Sicurezza fu impegnato da un ricorso sovietico dopo che era stato abbattuto un apparecchio statunitense U-2 in perlustrazione sui cieli sovietici. Il pilota, Gary Powers, era stato catturato ed era intenzione dei sovietici dare il massimo risalto a questo avvenimento soprattutto in relazione ai programmati colloqui tra Chruščëv ed Eisenhower che dovevano, di lì a poco, tenersi a Parigi e che per questo furono cancellati dall'agenda. Al dibattito in Consiglio di Sicurezza intervenne lo stesso ministro degli esteri sovietico Andrej Andreevič Gromyko e proseguì per cinque giorni e vi fu anche l'esibizione da parte dello statunitense Lodge di una scultura in legno con lo stemma degli Stati Uniti che era stata regalata dal governo sovietico all'ambasciatore statunitense a Mosca e che conteneva un microfono spia. Complessivamente le posizioni russe andarono ammorbidendosi e la questione si esaurì velocemente. Altra questione di cui fu investito il Consiglio fu la cattura del criminale nazista Adolf Eichmann avvenuta in Argentina da parte dei servizi israeliani. Si trattava, quindi, di un problema di sovranità di intervento. Su suggerimento di Lodge viene approvata un mozione in cui le «riparazioni» consistevano in scuse presentate in Consiglio all'Argentina. Agli inizi di luglio esplose violentemente la questione del Congo al quale, dopo una conferenza tenutasi a Bruxelles a metà gennaio, i belgi avevano deciso di concedere l'indipendenza in modo abbastanza improvvido. Infatti il paese non era assolutamente preparato a simile evento se si tiene conto che all'Università Cattolica di Lovanio vi erano solo 247 studenti provenienti da quel paese dove non più di 25.000 persone avevano un'educazione di scuola media. Dopo la conferenza di Bruxelles fu nominato presidente della repubblica Kasavubu, Lumumba capo del governo e Tshombé assunse la presidenza della confederazione delle associazioni del Katanga, territorio di cui aveva proclamato l'indipendenza e la secessione dal Congo. Subito dopo l'ingresso del Congo alle Nazioni Unite l'esercito si ammutinò ed ebbe inizio una serie di violenti scontri e il 12 luglio pervenne ad Hammerskjold una richiesta da parte di Lumumba per «la concessione di assistenza militare da parte delle Nazioni Unite, giustificata dall'invio in Congo di truppe belghe in contrasto con il trattato di amicizia stipulato tra il Belgio e la repubblica del Congo». Veniva inviato a Leopoldville come rappresentante dell'ONU, Ralph Bunche e Hammerskjold allestisce nel giro di 48 ore un corpo di spedizione composto solo da caschi blu provenienti dai paesi africani, mentre ai paesi NATO veniva solo richiesto un supporto logistico. Il problema principale era ora il ritiro delle truppe belghe inviate a difesa dei concittadini. Il 24 luglio giungeva a New York lo stesso Lumumba, di cui era noto un avvicinamento all'Unione Sovietica, che complessivamente non dà una cattiva impressione di sé. Cosa che verrà smentita nei mesi successivi. La mozione statunitense, appoggiata dallo stesso segretario generale, prevede il ritiro immediato delle truppe belghe e la loro sostituzione con i caschi blu anche nel territorio del Katanga e su questo voto francesi e belgi richiedono l'astensione, anche dell'Italia. L'Italia si allinea con gli statunitensi e all'inizio di settembre Bunche poteva comunicare il ritiro delle truppe. Ma la situazione interna andava precipitando in modo irreversibile. Il 5 settembre Kasavubu deponeva Lumumba sostituendolo con il presidente del senato Ileo, a sua volta Lumumba rivolgeva un appello alle forze armate perché si schierassero contro Kasavubu e contro le Nazioni Unite e dichiarava di averlo rimosso dalla carica di capo dello stato. Il 7 settembre il parlamento di Léopoldville votava contrastando le reciproche deposizioni di Lumumba e Kasavubu, mentre il giorno successivo il senato votava contro l'azione di Kasavubu nei riguardi di Lumumba, il che costituiva un duro colpo alle aspettative di Hammerskjold che vedeva crescere l'impossibilità di portare un'effettiva azione pacificatrice e temeva che da ciò derivasse un deterioramento delle relazioni con l'URSS. Peraltro, alle Nazioni Unite era stato nominato come rappresentante sovietico Valerian Zorin, personaggio particolarmente polemico e invasato. Il 14 giungeva la notizia che il colonnello Mobutu e le forze armate avevano preso il potere e richiesto alle ambasciate dell'URSS e degli altri paesi socialisti di lasciare il paese. Il 16 il Consiglio di Sicurezza approva la proposta statunitense per la convocazione di un'Assemblea speciale e questo consente di mantenere in Congo le forze ONU. Il 2 dicembre Lumumba veniva arrestato e il 12 febbraio del '61 veniva annunciata la sua morte. I disordini in Congo proseguirono per quattro anni e lo stesso Hammerskjold, il 18 settembre del '61 perì in territorio africano in un incidente aereo le cui cause restano oscure. Per quanto riguarda direttamente l'Italia rimaneva aperta la questione dell'Alto Adige per le controversie nate dall'applicazione dell'Accordo De Gasperi-Gruber. Il primo problema che sorse fu se opporsi o meno alla richiesta di iscrizione dell'argomento per la XV Assemblea, avanzata dagli austriaci. Dopo alterne fasi, Fanfani, presidente del Consiglio, decise di non opporsi all'iscrizione. Per l'occasione la delegazione italiana ai lavori assembleari è particolarmente nutrita, oltre a Segni, ministro degli esteri, vi sono Martino, Medici e numerosi funzionari che istituzionalmente si occupavano della questione. Della delegazione austriaca, oltre al ministro degli esteri Kreisky, faceva parte anche Kurt Waldheim, futuro segretario generale dell'ONU. Tra le questioni in discussione vi era anche il rifiuto austriaco di un ricorso alla Corte Internazionale dell'Aia per dirimere le divergenze. Il 27 ottobre si giunge alla votazione e all'approvazione di una risoluzione (presentata da Argentina, Bolivia, Brasile, Canada, Ceylon, Cipro, Danimarca, Ecuador, Ghana, India, Iraq, Irlanda, Giordania, Messico, Norvegia, Paraguay e Uruguay) che accoglie tutte le istanze presentate dagli italiani, tra cui riferimento agli accordi De Gasperi Grüber. Tra le ultime annotazioni circa quest'anno vi è da segnalare che la XV Assemblea vide una partecipazione particolarmente ricca di personalità causata soprattutto dall'intervento di Chruščëv, che rimase storico per diverse motivazioni che vanno dalla veemenza dell'oratoria alla famose scarpe sul tavolo. Anche a causa di questi eccessi il ritorno a Mosca di Chruščëv segnò anche il suo tramonto politico.
- 1961. Il motivo di maggiore interesse dell'anno è rappresentato dalla crisi di Cuba e vi è anche da registrare il cambio di guardia del rappresentante statunitense che divenne Adlai Ewing Stevenson II che Hammerskjold così descrisse a Ortona: «Stevenson è relativistico nel senso che capisce e apprezza ogni linea di pensiero con la conclusione che spesso non sa abbracciarne nessuna». Secondo Ortona, John Fitzgerald Kennedy negò l'appoggio navale e aereo agli esiliati cubani durante la crisi della Baia dei Porci anche su consiglio di Stevenson, che vedeva crescere l'insofferenza di molti paesi del terzo mondo nei confronti degli Stati Uniti. Ortona conclude questo suo libro analizzando le possibili motivazioni dell'utilità dell'ONU in un quadro internazionale che è mutato radicalmente e che ha falsato anche gli scopi originari dell'organizzazione. Complessivamente mantiene un giudizio positivo basandosi su quattro ordini di ragioni: 1) L'Organizzazione costituisce un punto d'incontro tra i rappresentanti di tutti i paesi del mondo offrendo possibilità di dialogo che altrimenti non esisterebbero. 2) Anche se non si può dire che abbiano offerto o reso possibile soluzioni di crisi politiche, hanno comunque perseguito anche con successo un ruolo distensivo. 3) l'ONU è un punto focale dal quale possono emanare iniziative di ordine tecnico, giuridico e politico o intorno al quale gravitano istituzioni e agenzie specializzate con scopi umanitari, sociali e culturali. 4) l'ONU può comunque fornire un contributo sostanziale per sedare i conflitti di carattere minore in determinate aree.

## Edizioni
- Egidio Ortona, Anni d'America 
 La diplomazia 1953-1961, Il Mulino, 1986,  p. 435, ISBN 88-15-01108-0.